# Raaz (2002)
Raaz (Hindi: राज़, Urdu: راز, übersetzt: Geheimnis) ist einer der wenigen erfolgreichen indischen Bollywoodfilme aus dem Jahr 2002.

## Handlung
Sanjana und Aditya sind verheiratet, doch ihre Ehe beginnt zu kriseln. Deshalb fahren sie nach Ooty, dahin, wo sie sich das erste Mal verliebt haben. Doch seit einiger Zeit hört Sanjana eine Frauenstimme ihren Namen rufen. Auch sonst geschehen merkwürdige Dinge. Nur Aditya nimmt Sanjana nicht allzu ernst und geht mit ihrer Erlaubnis auf eine Geschäftsreise nach Bombay.
Die mysteriösen Geschehnisse häufen sich und Sanjana weiß nun auch, dass in der Nähe des Hauses ein Unglück passiert ist. Ein Mädchen namens Nisha ist auf unerklärliche Weise ums Leben gekommen. Gemeinsam mit dem Professor Agni Swaroop, der von Nishas Todesfall gehört hatte, und Sanjanas Freundin Priya versuchen sie das Geheimnis der Todesursache zu entlüften, da auch Sanjanas Leben in Gefahr ist. Bald merken sie, dass sie es mit einem Geist zu tun haben.
Als Aditya von seiner Geschäftsreise zurückkommt, sieht er für einen Moment Malinis Gesicht in Sanjanas Körper. Nun wird ihm bewusst, dass Sanjana recht hatte, und er gesteht ihr seine Affäre mit Malini vor einiger Zeit in Ooty: An einem verregneten Nachmittag klopft Malini an Adityas Haustür. Er lässt sie bei ihr übernachten. Am nächsten Morgen verlässt sie das Haus, hinterlässt jedoch einen Brief. Daraufhin wird Aditya neugierig auf sie. Als sie sich zufällig wieder treffen, beginnt er mit Malini eine Affäre, doch für sie ist es bald mehr und sie verliebt sich in ihn. Malini kann sich nicht mit dem Gedanken anfreunden, dass Aditya trotzdem Sanjana liebt. Es kommt zu einem Streit und Aditya beendet anschließend die Affäre. Die Trennung belastet Malini psychisch so sehr, dass die Situation eskaliert und Malini sich vor Aditya umbringt. Mit dem Versprechen, Sanjanas Leben zur Hölle zu machen. Damit die Polizei nicht Wind davon bekommt, begräbt Aditya die Leiche mitten im Wald, wo es seitdem spukt. Nachdem Aditya zu Ende erzählt hat, trennt sich Sanjana von ihm.
Als plötzlich Sanjana wieder vor seiner Tür steht, ahnt er nicht, dass dies Malinis Geist ist. Erst bei der Autofahrt zeigt sie ihr wahres Gesicht und Aditya verursacht vor lauter Schreck einen Unfall und wird dabei schwer verletzt.
Sanjana macht sich derweil auf den Weg in den Wald, um Malinis Leiche zu verbrennen und endgültig in Ruhe zu leben. Nachdem Aditya aus dem Krankenhaus entlassen wird, haben sich Sanjana und Aditya wieder versöhnt.

## Auszeichnungen
IIFA Award
- IIFA Award/Bestes Drehbuch an Mahesh Bhatt (2003)

Zee Cine Award (2003)
- Zee Cine Award/Beste Musik an Shravan Rathod, Nadeem Saifi als Nadeem-Shravan
- Zee Cine Award/Beste Debütantin an Malini Sharma
- Zee Cine Award/Bestes Drehbuch an Mahesh Bhatt
- Zee Cine Award Dynamic Duo an Dino Morea und Bipasha Basu

Sabsey Favourite Kaun - Favourite Nayi Heroine an Bipasha Basu (2003)
Nominierungen
Filmfare Award 2003
- Filmfare Award/Bester Film an Mukesh Bhatt, Mahesh Bhatt
- Filmfare Award/Beste Regie an Vikram Bhatt
- Filmfare Award/Beste Hauptdarstellerin an Bipasha Basu
- Filmfare Award/Bester Liedtext an Sameer für das Lied Aapke Pyar Mein
- Filmfare Award/Beste Musik an Nadeem-Shravan
- Filmfare Award/Beste Playbacksängerin an Alka Yagnik für den Song Aapke Pyar Mein

## Soundtrack
| Liedtitel             | Sänger                           |
| --------------------- | -------------------------------- |
| Jo Bhi Kasmein        | Alka Yagnik, Udit Narayan        |
| Tum Agar Saamne       | Alka Yagnik, Abhijeet            |
| Aapke Pyar Mein       | Alka Yagnik                      |
| Kitna Pyara Hai       | Alka Yagnik, Udit Narayan        |
| Itna Main Chahoon     | Alka Yagnik, Udit Narayan        |
| Mujhe Tere Jaisi      | Udit Narayan, Sashi Kapoor       |
| Pyar Se Pyar Hum      | Abhijeet                         |
| Ye Shaher Hai Aman Ka | Bali Brahmbhatt, Jolly Mukherjee |

## Dies und Das
- Die beiden Hauptdarsteller Dino Morea und Bipasha Basu waren zu dem Zeitpunkt liiert.
- 2009 ist auch eine Fortsetzung zu dem Film entstanden (Raaz - The mystery continues) mit Emraan Hashmi und Kangana Ranaut in den Hauptrollen.